# Stora Ulmberget
Stora Ulmberget är ett naturreservat i Överkalix kommun i Norrbottens län.
Området är naturskyddat sedan 2009 och är 1,1 kvadratkilometer stort. Reservatet omfattar berget med sluttningar som i öst avslutas med en bäck och våtmark. Reservatet består av tallskog, grannaturskog och sumpskog.